# Giant Bomb
Giant Bomb es un sitio web de videojuegos y una wiki estadounidense que incluye noticias sobre la industria, reseñas, comentarios y videos. Fue creado por los ex editores de GameSpot Jeff Gerstmann y Ryan Davis, en colaboración con Whiskey Media. El sitio web fue votado por la revista Time como uno de los 50 mejores sitios web del año 2011. Actualmente es propiedad de CBS Interactive, quien compró a Giant Bomb en marzo de 2012.
Luego de haber sido despedido de forma controvertida de su puesto como redactor jefe de GameSpot, Gerstmann comenzó a trabajar con un equipo de cinco diseñadores web para crear un nuevo sitio de videojuegos. Su intención era crear un "sitio web de videojuegos que fuese divertido" que no se enfoque tanto en el sector del negocio de la industria. El núcleo del equipo editorial incluye a los ex editores de GameSpot Gerstmann, Alex Navarro, Brad Shoemaker y Vinny Caravella, además de Patrick Klepek, que anteriormente formaba parte del canal de televisión G4, Drew Scanlon, Dan Ryckert, Jason Oestreicher y Ryan Davis hasta su muerte en 2013. Giant Bomb fue lanzado el 6 de marzo de 2008 como un blog; el sitio completo fue hecho público el 21 de julio de 2008. En un principio, las oficinas de Giant Bomb estaban ubicadas en Sausalito, California, pero para el 26 de junio de 2010 habían sido trasladadas a San Francisco.
El contenido en Giant Bomb está dividido entre su pequeño personal que provee artículos escritos y videos como periodistas especializados y su comunidad que expande sobre los mismos expandiendo e interactuando con las herramientas y funciones socialmente progresivas, principalmente una base de datos wiki de videojuegos, abierta para que cualquier usuario registrado pueda editar y crear contenido. El equipo de Giant Bomb sobre noticias de videojuegos y escribe reseñas sobre nuevos lanzamientos. Su podcast semanal, el Giant Bombcast, es publicado los martes y cubre noticias recientes y lanzamientos en la industria de los videojuegos, al igual que historias de la oficina. Giant Bomb produce un número de videos regulares, entre ellos Quick Looks, 20-60 minutos de video sin editar de ellos jugando juegos recientemente lanzados.
En septiembre de 2020 CBS Interactive vendió CNET Networks (que incluía este portal y varios sitios web más) a Red Ventures. La transacción se completó el 30 de octubre de 2020.